# Uroleucon triphyllae
Uroleucon triphyllae är en insektsart. Uroleucon triphyllae ingår i släktet Uroleucon och familjen långrörsbladlöss. Inga underarter finns listade i Catalogue of Life.